# Schlacht bei Sulci
Agrigent – Mylae – Liparische Inseln – Sulci – Tyndaris – Kap Ecnomus – Aspis – Adys – Tunes – Kap Bon – Panormus – Drepana I – Drepana II – Ägatische Inseln
Die Schlacht bei Sulci oder Schlacht bei San Antioco war ein Seegefecht, das während des Ersten Punischen Krieges im Jahre 258 v. Chr. zwischen den Römern und den Karthagern vor Sulci (dem heutigen Sant’Antioco) vor der Südwest-Küste Sardiniens ausgetragen wurde. Sie endete mit einem Sieg der Römer unter ihrem Konsul Gaius Sulpicius Paterculus über die Karthager unter Hannibal Gisko. 

## Verlauf
Nachdem Lucius Scipio die Stadt Aleria auf Korsika eingenommen hatte, näherte er sich Sulci auf Sardinien. Diese Stadt wurde jedoch durch ein karthagisches Geschwader unter Hannibal verstärkt. Scipio wagte nicht, sich auf eine Seeschlacht einzulassen. Erst unter Konsul Sulpicius kam es zur Schlacht, bei der die Karthager fast die Hälfte ihrer Schiffe verloren. Hannibal wurde von seinen eigenen Leuten wegen Unfähigkeit gekreuzigt.
Damit demonstrierten die Römer nach dem Sieg vor Mylae erneut ihre Stärke zur See, ohne die Karthager, die in Olbia einen Stützpunkt behielten, ganz aus Sardinien vertreiben zu können. Auch Sulci verblieb in den Händen der Karthager.